# C.F. von Schalburgs Mindefond
C.F. von Schalburgs Mindefond instiftades till minne av Christian Frederik von Schalburg efter dennes  död 1942. Instiftare var Schalburgs änka, Helga Schalburg, och det danska nazistpartiet DNSAP.
Stiftelseordet lydde: "Fondens mål är att ge stöd åt danska deltagare i den gemensamma europeiska kampen mot bolsjevismen och till deras anhöriga samt, efter krigsslutet, och om så önskas, att underlätta soldaternas återgång till det värv vilket de en gång lämnade".
Vid det konstituerande mötet 9 september 1942 beslutades att styrelsen skulle bestå av följande medlemmar:
- C.O. Jørgensen, godsägare och stabschef i DNSAP
- J.P. Krandrup, kontorschef
- Willy Madsen, fabrikör
- K.B. Martinsen, chef för Frikorps Danmark
- Carl Popp-Madsen, juris. dr.
- Helga Schalburg
- Heinrich Carl Schimmelmann, greve och godsägare samt stabschef i DNSAP
- Vilhelm Wanscher, professor vid Kunstakademiet
- Svend Kofoed Wodschow, örlogskapten och stabschef i DNSAP

SS-Unterscharführer Henning Ditlefsen utsågs till minnesfondens chef. Den 8 december samma år ställde de tre medlemmarna i DNSAP sina platser till förfogande, eftersom Helga Schalburg inte ville ha någon partipolitisk anknytning till partiet. Till ersättare utsågs bankdirektören Poul C. Rasmussen.
Under 1943 och 1944 hade fonden sina kontorslokaler på Falkonergårdsvej 11 i Frederiksberg.
Efter befrielsen 1945 tvångsinlöstes fonden, medan styrelsemedlemmarna behandlades mycket olika: Popp-Madsen, Helga Schalburg och Heinrich Carl Schimmelmann åtalades och dömdes i rättegångarna efter befrielsen av Danmark för sitt engagemang. De övriga medlemmarna åtalades ej. Wodschow hade dock redan flytt till Tyskland och K.B. Martinsen åtalades och dömdes till döden för andra brott.